# Cegielnia (Pojezierze Wałeckie)
Cegielnia  - jezioro w woj. zachodniopomorskim, w pow. wałeckim, położone w granicach administracyjnych miasta Wałcz, leżące na terenie Pojezierza Wałeckiego. 
Według urzędowego spisu opracowanego przez Komisję Nazw Miejscowości i Obiektów Fizjograficznych (KNMiOF) opublikowanego przez Główny Urząd Geodezji i Kartografii (GUGiK) i udostępnionego na stronach Komisja Standaryzacji Nazw Geograficznych (KSNG) nazwa tego jeziora to Cegielnia. W różnych publikacjach i na mapach topograficznych jezioro to występuje pod nazwą Gajusa lub Glinianka lub Ślipówko
Powierzchnia zwierciadła wody według różnych źródeł wynosi od 3,2 ha do 3,85 ha
.
Zwierciadło wody położone jest na wysokości 107,5 m n.p.m..
Nazwa jeziora nawiązuje do zlokalizowanej nieopodal zlikwidowanej cegielni.
Jest to jezioro polodowcowe, rynnowe o typowym dla tych jezior podłużnym kształcie, charakteryzuje się dość nieregularną linią brzegową.
Jezioro jest połączone ciekiem wodnym z jeziorem Zamkowym.